# Parafia św. Mikołaja w Bardzie
Parafia św. Mikołaja w Bardzie jest jedną z 10 parafii leżącą w granicach dekanatu wrzesińskiego I. Erygowana w XIV wieku. Kościół parafialny wybudowany w 1783 roku w stylu klasycystycznym.

## Dokumenty
Księgi metrykalne: 
- ochrzczonych od 1945 roku
- małżeństw od 1945 roku
- zmarłych od 1945 roku